# Ernst-Eberhard Hell
Ernst-Eberhard Hell (25 de setembro de 1887 - 15 de setembro de 1973) foi um oficial alemão que serviu no Deutsches Heer durante a Segunda Guerra Mundial. Foi condecorado com a Cruz de Cavaleiro da Cruz de Ferro com Folhas de Carvalho.

## Condecorações
| Nome                                                                        | Data                   |
| --------------------------------------------------------------------------- | ---------------------- |
| Cruz de Ferro (1914) 2ª Classe                                              | 11 de setembro de 1914 |
| Cruz de Ferro (1914) 1ª Classe                                              | 14 de agosto de 1916   |
| Ordem do Mérito Militar 4ª Classe com Espadas (Baviera)                     |                        |
| Ordem do Mérito Militar 3ª Classe com Decoração de Guerra (Áustria-Hungria) |                        |
| Medalha Liakat em Prata com Sabres                                          |                        |
| Estrela de Galípoli                                                         |                        |
| Cruz de Honra da Guerra Mundial 1914/1918                                   | 1934                   |
| Cruz de Ferro (1939) 2ª Classe                                              | 12 de maio de 1940     |
| Cruz de Ferro (1939) 1ª Classe                                              | 17 de maio de 1940     |
| Medalha da Frente Oriental                                                  |                        |
| Cruz Germânica em Ouro                                                      | 14 de junho de 1942    |
| Cruz de Cavaleiro da Cruz de Ferro                                          | 1 de fevereiro de 1943 |
| Cruz de Cavaleiro da Cruz de Ferro com Folhas de Carvalho nº 487            | 4 de junho de 1944     |
| Menconado na Wehrmachtbericht                                               | 12 de março de 1944    |